# Henri Hiro
Henri Hiro (1944 à Moorea, 1944 - Huahine, 1990) dramaturgo y cineasta de la Polinesia Francesa cuya obra trata de temas relacionados con la colonización. 

## Obra
- Pehepehe i tau nunaa/Message poétique, Editions Tupuna, 1985.
- Taaroa, OTAC, Tahití, 1984

### Películas
- Le Château (1979)
- Marae (1983)
- Te ora (1988)

## Citas
- « Si tu étais venu chez nous, nous t'aurions accueilli à bras ouverts. Mais tu es venu ici chez toi, et on ne sait comment t'accueillir chez toi.  »

« Si hubieras venido a nuestro hogar, te habríamos recibido con los brazos abiertos. Pero has venido a tu hugar, y no sabemos cómo recibirte en tu casa. »